# Capture-marquage-recapture
Pour les articles homonymes, voir CMR.

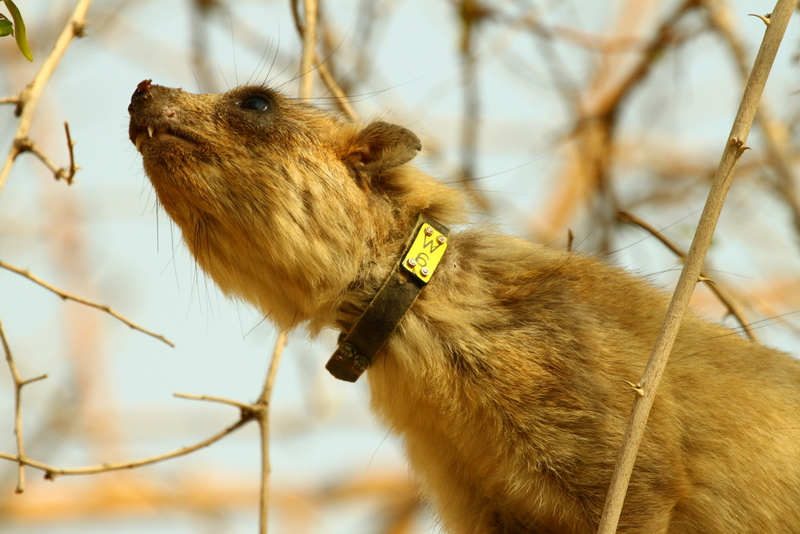
Un daman du Cap marqué d'un collier.

La capture-marquage-recapture ou CMR est une méthode d'inférence statistique couramment utilisée en écologie des populations pour estimer la taille d'une population animale.
Cette méthode, ou d'autres qui lui sont proches, est aussi connue sous différents noms comme méthode de marquage-recapture, d'observation-réobservation, méthode de Petersen ou méthode Lincoln-Petersen. Elle complète ou remplace d'autres approches d'estimation d'abondance des populations, dont le suivi de population par Indice kilométrique d'abondance (I.K.A.) (nombre moyen d'individus d'une espèce observés par kilomètre au cours de circuits réguliers généralement effectués à pied, à l’aube ou au crépuscule).

## Principe

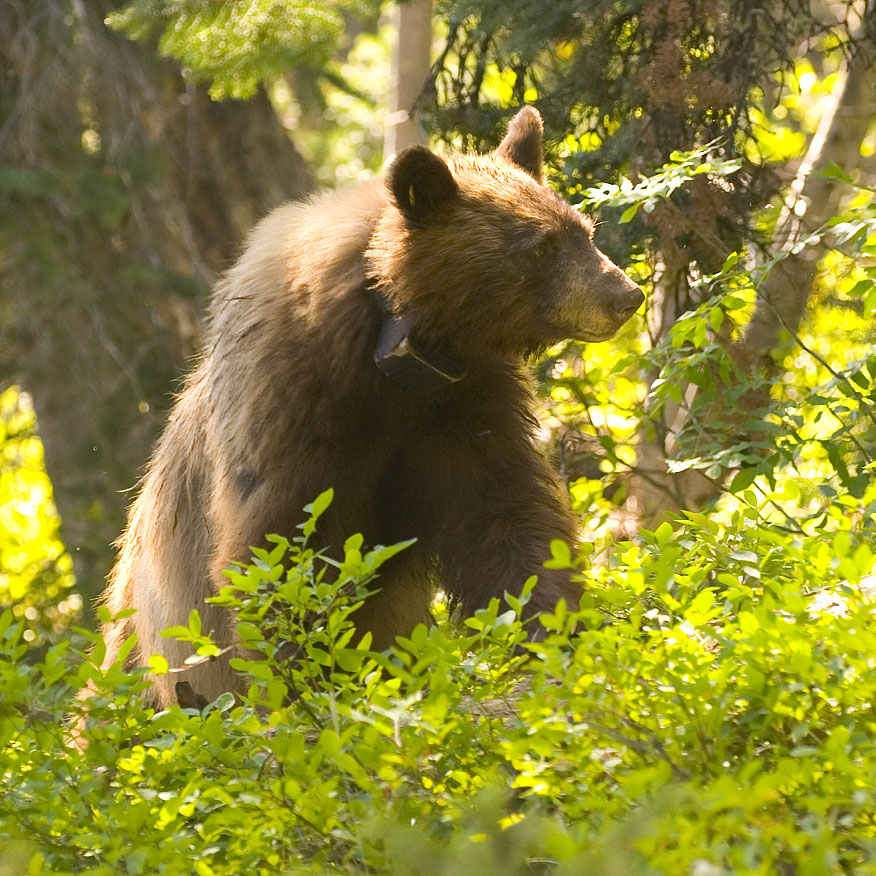
Grizzly portant un collier GPS individuel

Un échantillon de la population d'intérêt (que l'on veut représentatif) est capturé, marqué individuellement et relâché. Ultérieurement, un autre échantillon de la population est capturé et l'on compte le nombre d'individus capturés qui ont été marqués précédemment. Pour plus de détails, voir la page Marquage-recapture pour la conservation des populations.  
Le nombre d'individus marqués dans le second échantillon étant proportionnel au nombre d'individus marqués dans la population totale, une estimation de la taille de la population totale peut être obtenue en divisant le nombre d'individus marqués par la proportion d'individus marqués dans le second échantillon.
Cette méthode se montre la plus utile quand il est malaisé de compter tous les individus d'une population.

## Limites
Certaines espèces sont difficiles à capturer durant une partie de leur cycle de vie. Ainsi, cette technique ne permet pas d'évaluer le taux de survie des juvéniles, qui est l'un des paramètres critiques de démographie et survie à moyen et long termes, par exemple des reptiles et amphibiens comme les jeunes tritons ou salamandres qui, une fois sortis de l'eau, se font si discrets qu'ils échappent souvent aux programmes de suivi par marquage-recapture.
On en a déduit que les taux de survie des juvéniles étaient très faibles. Cette hypothèse est contredite par des travaux de modélisation (David Pike et al, 2008). Ceux-ci ont indirectement estimé les taux de survie des juvéniles nécessaires au maintien d'une population stable, d'après les données publiées sur la démographie des reptiles et les taux de survie des adultes dans 109 populations de reptiles (englobant 57 espèces). Les taux estimés de survie des juvéniles seraient en fait bien plus élevés que ce que l'on pensait (en moyenne, seulement environ 13 % moindres que ceux des adultes de la même espèce) et fortement corrélés au taux de survie des adultes. Selon ces mêmes travaux, les taux de survie au cours de la vie (des juvéniles et des adultes) devraient être plus élevés chez les tortues que chez les serpents, et plus chez les serpents que les lézards. Conformément aux théories de l'évolution, les taux de survie des juvéniles seraient plus élevés au sein des squamates vivipares que chez les ovipares (mais le nombre total de jeunes est moindre). La croyance répandue que les reptiles juvéniles ont de faibles taux de survie annuels résulterait donc de difficultés d'échantillonnage. Il reste à expliquer comment les jeunes reptiles échappent autant aux observateurs naturalistes.